# Otto Unverdorben
Otto Unverdorben (13 octobre 1806, Dahme/Mark - 28 novembre 1873, aussi à Dahme), est un pharmacien allemand connu pour être le découvreur de l'aniline en 1826.

## Biographie
Issu d'une famille de commerçants aisés, il étudie la chimie à Leipzig, Halle, Erfurt et Berlin. Dans le laboratoire qu'il a monté dans la maison familiale, il mène ses expériences, utilisant notamment la pyrolyse. À l'âge de 20 ans, il isole de l'aniline par distillation destructive de l'indigo qu'il choisit de nommer krystalline. Ce composé sera également isolé avec un autre procédé par Friedlieb Ferdinand Runge en 1834, sans que celui-ci ait connaissance de la découverte de son prédécesseur. Otto Unverdorben délaissera la chimie pour se consacrer aux affaires familiales et se lancera dans l'industrie du tabac.